# 忘憂線
忘憂線（マンウせん）は、大韓民国ソウル特別市中浪区の忘憂駅から蘆原区の光云大駅までを結ぶ韓国鉄道公社（KORAIL）の鉄道路線である。
貨物線であるが、現在は定期の貨物列車の運行はなく、京春線の旅客列車が当路線を走行する。
なお、首都圏電鉄における首都圏統合料金制では、上鳳 - 光云大間で当路線を経由した場合でも「上鳳 - （京義・中央線） - 回基 - （1号線） - 光云大」の経路で運賃計算される。

## 歴史
- 1963年8月19日 - 着工。
- 1964年1月11日 - 開業。
- 1966年11月11日 - 里門駅開業。
- 1973年6月20日 - 電化。
- 1999年12月29日 - 里門車両事業所着工。
- 2004年7月5日 - 里門駅廃止。
- 2005年7月5日 - 里門車両事業所開所。
- 2010年12月21日 - 京春線複線電鉄化開業。忘憂～上鳳間で京春線電車の乗り入れ開始。
- 2012年2月28日 - 368000系電車（ITX-青春）運行を開始。
- 2012年5月12日 - 貨物列車運行中止。
- 2013年10月 - 貨物列車運行廃止。
- 2013年11月4日 - 京春線電車の乗り入れ区間を上鳳～光云大間に延長。

## 駅一覧
- 駅所在地は全線ソウル特別市内。

| 駅 番号                | 駅名     | 駅名     | 駅名            | 駅間キロ (km) | 累計キロ (km) | 駅 等級    | 駅種別         | 接続路線                                                 | 所在地   |
| 駅 番号                | 日本語   | ハングル | 英語            | 駅間キロ (km) | 累計キロ (km) | 駅 等級    | 駅種別         | 接続路線                                                 | 所在地   |
| ---------------------- | -------- | -------- | --------------- | ------------- | ------------- | ---------- | -------------- | -------------------------------------------------------- | -------- |
| 119                    | 光云大駅 | 광운대역 | Kwangwoon Univ. | 0.0           | 0.0           | 3級        | 管理駅         | 韓国鉄道公社：●1号線（京元電鉄線） (119)                 | 芦原区   |
|                        | 里門駅   | 이문역   | Imun            | 2.6           | 2.6           | 廃止駅     | 廃止駅         |                                                          | 東大門区 |
| K120                   | 上鳳駅   | 상봉역   | Sangbong        | 1.7           | 4.3           | 配置簡易駅 | 配置簡易駅     | 韓国鉄道公社：●京義・中央線 ソウル交通公社：●7号線 (720) | 中浪区   |
| K121                   | 忘憂駅   | 망우역   | Mangu           | 0.6           | 4.9           | 2級        | グループ代表駅 | 韓国鉄道公社：●京義・中央線・●京春線（直通運転）         | 中浪区   |
| 京春線春川まで直通運転 |          |          |                 |               |               |            |                |                                                          |          |

## 使用車両

### 広域電鉄
- 361000系
- 368000系（ITX-青春）
- 1000系（里門車両事業所への回送のみ）
- 5000系（311000系）（同上）

### 過去の使用車両

#### 広域電鉄
- 321000系（里門車両事業所への回送のみ）